# Tidzi
Tidzi  (in arabo تدزي‎?) è un centro abitato e comune rurale del Marocco situato nella provincia di Essaouira, regione di Marrakech-Safi. Conta una popolazione di 4 057 abitanti (censimento 2014).